# Jean Gardien
Jean Gardien foi um dos primeiros artistas a atuarem no Brasil. Veio para cá em 1555, acompanhando Jean de Léry em uma viagem científica. Os documentos visuais que produziu serviram para Léry ilustrar sua obra Histoire d'un voyage fait en la terre du Brésil, publicada em 1578.